# V. Samsi-Adad
V. Samsi-Adad (uralkodott Kr. e. 823 – Kr. e. 811) az Újasszír Birodalom egyik uralkodója volt, aki apját, III. Sulmánu-asarídút követte a trónon.
Amikor Sulmánu-asarídu meghalt, javában dúlt az idősebbik fia, Assur-danin-apla által kirobbantott felkelés, amelyhez a székváros, Kalhu kivételével szinte az összes fontos asszíriai város csatlakozott (köztük Assur és Ninive). Hogy miként lett úrrá Samsi-Adad a katasztrofális helyzeten, arról nincsenek pontos forrásaink, ám nagy valószínűséggel atyja lekötelezett szövetségese, Babilónia királya, I. Marduk-zákir-sumi hadereje biztosította számára a trónt. Azt tudjuk, hogy Samsi-Adad kénytelen is volt alárendeltségét elismerni a déli szomszéddal szemben.
Ezen később sikerült bosszút állnia, amikor fogságba vetette Marduk-zákir-sumi fiát és utódját, Marduk-balátszu-ikbit, akit a Daban-folyó melletti csatában győzött le, majd annak utódját is. Egyúttal atyjához hasonlóan áldozatot mutatott be a három legnagyobb szentélyben, Kúta, Borszippa és Babilon városában Nergalnak, Nabúnak és Marduknak. A méd Hanasziruka felett is sikerült győzelmet aratnia.
Halála után felesége, Sammuramat öt évig uralkodott fiuk, a fiatal III. Adad-nirári helyett. Bár valójában szinte semmit sem tudunk róla, oly nagy hatása volt a korabeli köztudatra, hogy II. Nabú-kudurri-uszur újbabiloni király mintegy kétszáz évvel később élt feleségével összemosódva alapul szolgált a mitikus Szemiramisz történetének kialakulásához.
Samsi-Adad halálát körülbelül hatvan évig tartó hanyatlás követte. A királyok hatalma meggyengült, ugyanis a II. Assur-nászir-apli idején bevezetett örökletes helytartói címek birtokosai gyakorlatilag felsőbb utasítások nélkül tevékenykedtek, felirataikon meg sem említve a királyt. (Jelzésértékű, hogy az önállóan tevékenykedő, Kár-Sulmánu-asaríduban székelő turtánu, Samsi-ilu és Raszappa kormányzója, Nergal-eres is négy királyt „szolgált ki”.) A járványoktól és felkelésektől meggyengült birodalom csak III. Tukulti-apil-ésarra idején lábalt ki a válságból.